# Eno, Finlanda
Eno este o fostă comună din Finlanda.